# Cornús
Cornus (en occità  Cornús) és un municipi francès situat al departament de l'Avairon i a la regió d'Occitània.

## Demografia
| 1962                                       | 1968 | 1975 | 1982 | 1990 | 1999 | 2006 |
| ------------------------------------------ | ---- | ---- | ---- | ---- | ---- | ---- |
| 540                                        | 513  | 510  | 434  | 345  | 364  | 501  |
| Des de 1962: població sense dobles comptes |      |      |      |      |      |      |

## Administració
| Període | Identitat          | Partit  |
| ------- | ------------------ | ------- |
| 2001-   | Christophe Laborie | Radical |